# С. Дж. Кларксон
С. Дж. Кларксон (англ. S. J. Clarkson; нар. 1970) — британська режисерка.

## Кар'єра
Заслуги Кларксон включають серіали «Лікарі», «Постраждалі», «Мешканці Іст-Енду», «Дружини футболістів» і «Життя на Марсі», а також американські серіали «Герої», «Доктор Хаус», «Декстер» і «Потворна Бетті». У 2008 році вона стала співтворчістю британського серіалу «Коханки». У 2010 році вона також зняла фільм «Тост».
У 2019 році вона підписала контракт, щоб зняти приквел «Гри престолів» для HBO.

## Вибрана фільмографія

### Фільм
- Тост (2010)
- Мадам Павутина (2024)

### Телебачення
| Рік      | Назва                       | Примітки                                                          |
| -------- | --------------------------- | ----------------------------------------------------------------- |
| 1999 рік | Погані дівчата              | 2 епізоди                                                         |
| 2001–04  | Лікарі                      | 37 епізодів                                                       |
| 2002 рік | Тиждень у Вест-Енді         | Також продюсерка                                                  |
| 2003–05  | Постраждалий                | 4 епізоди                                                         |
| 2004 рік | Мешканці Іст-Енду           | 8 епізодів                                                        |
| 2005 рік | Дружини футболістів         | 2 епізоди                                                         |
| 2006 рік | Hustle                      | 2 епізоди                                                         |
| 2006–07  | Життя на Марсі              | 6 епізодів                                                        |
| 2008 рік | Коханки                     | 16 епізодів                                                       |
| 2009 рік | Уайтчепел                   | 3 епізоди                                                         |
| 2009–10  | Герої                       | Епізоди «Істерична сліпота» та «Мистецтво обману»                 |
| 2009–11  | Декстер                     | Епізоди «Привіт, Декстер Морган», «Одного разу» та «Ангел смерті» |
| 2010 рік | Потворна Бетті              | Епізод «Страсті Бетті»                                            |
| 2011 рік | Доктор Хаус                 | Епізод «Доказ рецесії»                                            |
| 2012 рік | Полювали                    | 2 епізоди                                                         |
| 2012 рік | Banshee                     | Епізоди «Рейв" і "Сродок»                                         |
| 2013 рік | Smash                       | Епізод «Вечірка-сюрприз»                                          |
| 2013 рік | Мотель Бейтсів              | Епізод «Людина в номері 9»                                        |
| 2013 рік | Міст                        | Епізод «Все про Єву»                                              |
| 2014 рік | Поворот: шпигуни Вашингтона | Епізод «Про капусту і королів»                                    |
| 2014 рік | Помаранчевий - хіт сезону   | Епізод «40 унцій відпустки»                                       |
| 2015 рік | Джессіка Джонс              | 2 епізоди                                                         |
| 2016 рік | Вініл                       | Епізод «Рекет»                                                    |
| 2017 рік | Захисники                   | 2 епізоди                                                         |
| 2018 рік | Застава                     | 4 епізоди                                                         |
| 2018 рік | Спадщина                    | Епізод «Прага»                                                    |
| 2022 рік | Анатомія скандалу           | 6 епізодів                                                        |

## Зовнішні посилання
- С. Дж. Кларксон на сайті IMDb (англ.)